# Pornografia infantil

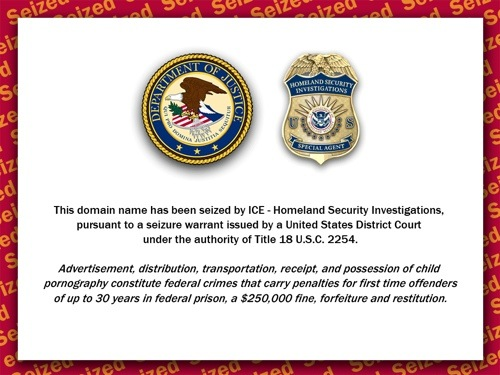
Aviso em página encerrada por pornografia infantil durante a operação "Protect Our Children"

A pornografia infantil é uma forma ilegal de pornografia que utiliza crianças pré-púberes, ou, num sentido mais amplo, de crianças e adolescentes menores de idade. O termo "infantil" é definido neste caso de acordo com as leis de cada país.
Em relação à sua abrangência, as Nações Unidas definem pornografia infantil como "qualquer representação, por quaisquer meios, de uma criança em atividades sexuais explícitas reais ou simuladas, ou qualquer representação das partes sexuais de uma criança para propósitos principalmente sexuais" (Protocolo Opcional à Convenção dos Direitos da Criança sobre o Tráfico de Crianças, a Prostituição Infantil e a Pornografia Infantil – Artigo 2º, "c")(2002)
A Convenção das Nações Unidas sobre os Direitos da Criança (1990) determina que os países membros devem tomar medidas para impedir "a exploração do uso de crianças em espetáculos ou materiais pornográficos" (artigo 34, "c").

## Relação entre pornografia infantil e abuso sexual infantil
O Grupo de Trabalho da Interpol para Crimes contra Menores relaciona diretamente a pornografia infantil com o abuso sexual infantil, caracterizando a pornografia infantil como "consequência da exploração ou abuso sexual cometido contra uma criança". Neste caso, a pornografia infantil é definida como "qualquer meio de retratar ou promover o abuso sexual de uma criança, incluindo meios impressos ou de áudio, centrados nos atos sexuais ou nos órgãos genitais das crianças".
Entretanto, a legislação da maioria dos países classifica a pornografia infantil de forma mais abrangente, incluindo também as imagens de relações sexuais legalmente não abusivas, como as relações sexuais consentidas com adolescentes acima da idade de consentimento ou com menores emancipados.

## Aspectos sociais

### A indústria da pornografia infantil
Com as novas tecnologias, a pornografia infantil se transformou numa indústria multibilionária e está entre os negócios que mais crescem na Internet.  Através do uso de câmeras digitais e webcams, a produção de pornografia infantil se tornou mais fácil e barata, enquanto sua distribuição a um grande número de usuários foi facilitada pela Internet, inclusive pela possibilidade do uso de cartão de crédito para a compra do material.

### Dados e estatísticas
Por ser uma atividade ilegal e dinâmica, as estatísticas sobre pornografia infantil podem divergir conforme a fonte e o ano de divulgação. Segundo estatística da Internet Filter Review publicada em 2003, há no mundo cerca de 100 mil websites mostrando pornografia infantil ilegal e gerando um negócio de 300 milhões de dólares.
Por outro lado, reportagem de 2006 da revista Information Week revela que a pornografia infantil, espalhada por cerca de 250 mil websites, gera um movimento anual de 20000 milhões de dólares que poderá subir para 30000 milhões em 5 anos.
Exposição à pornografia – Ainda de acordo com a Internet Filter Review, a idade média em que uma criança é exposta à pornografia em geral (inclusive adulta) é aos 11 anos de idade. Os números também revelam que cerca de 90% das crianças e adolescentes com acesso à Internet tiveram acesso à pornografia enquanto faziam seus deveres de casa.
Divisão por faixa etária – Segundo pesquisa do Centro Nacional dos EUA para Crianças Exploradas e Desaparecidas (NCMEC), de todas as apreensões de material pornográfico infantil efetuadas durante um ano, de 2000 a 2001, nos EUA, 19% incluía bebês e crianças até 2 anos, 39% incluía crianças de 3 a 5 anos, e 83% incluía crianças na faixa etária dos 6 aos 12 anos.

### Coalização de empresas contra a pornografia infantil
Nos Estados Unidos, desde 2006 uma coalização de empresas se formou para combater a pornografia infantil. A iniciativa, chamada The Financial Coalition Against Child Pornography, inclui administradoras de cartões de crédito, bancos e empresas virtuais, que trabalham em conjunto com as autoridades e o Centro Nacional para Crianças Exploradas e Desaparecidas. Numa operação em 2004, com ajuda da Visa, Mastercard e banco Morgan Stanley, uma rede de pornografia infantil da Bielorrússia que faturava um milhão de dólares por mês foi desbaratada e 1400 pessoas foram presas. A coalização foi formada depois que o Senador americano Richard Shelby, do Comitê de Bancos do Senado, apurou que parte do dinheiro obtido com a pornografia infantil terminava nas mãos de grupos ligados ao crime organizado, como a máfia russa.

## Definições e terminologia

### O que é infantil
Na língua portuguesa, a palavra "infantil" – assim como a palavra "criança" – possui dupla significação, podendo se referir apenas a crianças até a puberdade (crianças propriamente ditas) ou, alternativamente, a crianças num sentido mais amplo, englobando assim crianças e adolescentes abaixo da idade da maioridade.
Desta forma, a expressão "pornografia infantil" pode ser usada tanto no sentido estrito do termo, como no seu sentido mais amplo. A variação semântica "pornografia infanto-juvenil", de uso menos frequente, refere-se coletivamente a crianças e adolescentes.

### O que é pornografia
A definição exata de pornografia – e por extensão de pornografia infantil – é controversa, englobando geralmente filmes ou fotografias com cenas de sexo explícito e, ainda, dependendo do caso, algumas formas de nudez com conotação intencionalmente erótica.[carece de fontes?] Alguns autores, como a brasileira Eliane Robert Moraes, crítica literária e professora de Estética e Literatura na PUC-SP, estudam a distinção entre erotismo e pornografia. Para Eliane, o senso comum nos diz que "o erotismo só sugere, enquanto a pornografia mostra tudo".
Obras de arte como estátuas, esculturas clássicas, renascentistas ou hindus, mostrando a nudez, quase sempre são excluídas da definição legal de pornografia, assim como pinturas, gravuras e peças publicitárias apresentando uma nudez não apelativa.
Desenhos de todo gênero, incluindo os quadrinhos japoneses conhecidos como mangás e os hentais (um tipo de mangá de conotação erótica), mesmo quando apresentam personagens que podem lembrar crianças e/ou adolescentes, geralmente não são considerados pornografia infantil e, tanto no Japão como na maioria dos países ocidentais – inclusive no Brasil – são vendidos em bancas de jornais. Muitas vezes, no entanto (como no caso do Brasil), os hentai têm sua venda proibida para menores de 18 anos.

## Tipologia
Na década de 1990 o projeto COPINE (Combating Paedophile Information Networks in Europe) desenvolveu uma tipologia para caracterizar o uso de imagens para uso em pesquisa e aplicação da lei, foram desenvolvido 10 níveis.
Em 2002 o Reino Unido adotou a escala COPINE, omitindo os níveis 1 a 3, sentenciando os níveis 4 ao 6 quando combinados com o 1, e sentenciando do 7 ao 10.
| 1  | Indicativa                 | Fotos não-eróticos e não-sexualizada que mostram crianças em suas roupas íntimas, roupas de natação tanto de fontes comerciais ou álbuns de família. Imagens de crianças brincando em ambientes normais, em que o contexto ou a organização de fotos por o coletor indica inadequação. |
| 2  | Nudista                    | Fotos de crianças nuas ou seminuas em ambientes apropriados de nudismo e de fontes legítimas. |
| 3  | Erótica                    | Sorrateiramente tirado fotos de crianças em áreas de lazer ou outros ambientes seguros mostrando ou roupas íntimas ou vários graus de nudez. |
| 4  | Pose                       | Deliberadamente posou fotos de crianças completamente vestidas, parcialmente vestidas ou nuas (onde o valor, contexto e organização sugere interesse sexual). |
| 5  | Pose erótica               | Fotos deliberadamente colocadas de crianças totalmente, parcialmente vestidas ou nuas, sexualizadas ou em poses provocantes. |
| 6  | Pose Erótica Explícita     | Fotos, enfatizando as áreas genitais, onde a criança está ou nua, parcialmente vestida ou totalmente vestida. |
| 7  | Atividade Sexual Explícita | Imagens que retratam toque, automasturbação ou masturbação mútua, sexo oral e relação sexual por uma criança, não envolvendo um adulto. |
| 8  | Assalto                    | Imagens de crianças sendo sujeitos a uma agressão sexual, envolvendo toque, envolvendo um adulto. |
| 9  | Assalto Grosseiro          | Fotos obscenas grosseiras de agressão sexual, envolvendo sexo com penetração, masturbação ou o sexo oral, envolvendo um adulto. |
| 10 | Sadismo/Bestialidade       | Imagens que mostram uma criança sendo amarrada, presa, espancada, chicoteada ou sujeita a qualquer coisa que implique dor. Imagens onde um adulto está envolvido em alguma forma de comportamento sexual com uma criança.                                                              |

## Situação legal

### Brasil
No Brasil, é crime "apresentar, produzir, vender, fornecer, divulgar ou publicar, por qualquer meio de comunicação, inclusive rede mundial de computadores ou internet, fotografias ou imagens com pornografia ou cenas de sexo explícito envolvendo criança ou adolescente" (Artigo 241 do Estatuto da Criança e do Adolescente, descrito na Lei nº 8.069/90). Em novembro de 2003, a abrangência da lei aumentou, para incluir também a divulgação de links para endereços contendo pornografia infantil como crime de igual gravidade. O Ministério Público do país mantém parceria com a ONG SaferNet que recebe denúncias de crimes contra os Direitos Humanos na Internet e mantém o sítio SaferNet, que visa a denúncia anônima de casos suspeitos de pornografia infantil na rede.
No país, a simples posse de pornografia infantil é crime devido à alteração no Estatuto da Criança e do Adolescente que ocorreu no ano de 2008. Entretanto, a posse involuntária pode ocorrer a partir do momento em que, sem o conhecimento do usuário, por meio de vírus do tipo "cavalo de Troia" (que pode instalar arquivos indesejados em computadores alheios), material com pornografia acabe sendo baixado no computador.

#### Divulgação e fornecimento de links ou endereços de páginas (URLs) a terceiros
A divulgação de qualquer meio de acesso a material pornográfico infantil, incluindo links (ligações) para imagens ou endereços de páginas com pornografia infantil, assim como o simples fornecimento desse meio de acesso a terceiros (pessoalmente ou por e-mail, por exemplo) constitui crime equivalente, com pena de reclusão de 2 a 6 anos (ECA, artigo 241, § 1º, III, segundo a nova redação dada pela
- Lei 10.764, de 12/11/2003).

Algumas comunidades do sítio de relacionamentos Orkut, alegadamente voltadas para o combate ao abuso sexual e à pornografia infantis na Internet, permitiam a postagem (afixação pública na Internet) de links ou endereços de páginas a título de denúncia, constituindo também esta divulgação um crime. Alertadas, algumas delas passaram a coibir esta prática.[carece de fontes?]

#### Meios e serviços de armazenamento
O oferecimento de meios e serviços para armazenamento de imagens de pornografia infantil também constitui crime (art. 241, § 1º, II), com pena de reclusão de 2 a 6 anos, e multa. Nesta categoria se enquadram provedores de Internet, serviços profissionais de armazenamento de arquivos, pessoas responsáveis por páginas virtuais, e os donos (gerentes) de comunidades virtuais, entre outros.

#### Produção artística
No Brasil, a produção artística de cenas de pornografia ou sexo explícito, envolvendo a participação de crianças ou adolescentes, contracenando entre si ou com adultos, seja para cinema, teatro, televisão ou atividade fotográfica, é considerada crime (art. 240 do ECA), implicando em reclusão de 2 a 6 anos, e multa. O crime é aplicado para quem produz, dirige ou contracena com a criança ou adolescente (art. 240, § 1º).